# Husmandskost
Husmandskost var oprindeligt betegnelsen for en grov og enkel kost. Begrebet stammer formentlig fra tysk Hausmannskost. Husmandskosten omfatter typiske danske retter, baseret på billige danske råvarer som kartofler og andre rodfrugter, kornprodukter og flæskekød. Blandt de mest kendte retter er kartofler med frikadeller eller stegt flæsk, flæskeæggekage, pandekager og forskellige grødretter. Også typiske egnsretter som grønlangkål defineres som husmandskost. Det var i øvrigt karakteristisk at der ved denne type retter stort set ikke blev anvendt krydderier. Den genoplivning, der foregår af denne type traditionel madlavning – ofte under betegnelsen egnsretter – er i vid udstrækning præget af en moderniseret tilgang til husmands-køkkenet samtidig med at væsentlige elementer opretholdes.